# Сідней (селище, Нью-Йорк)
Сідней (англ. Sidney) — селище (англ. village) в США, в окрузі Делавер штату Нью-Йорк. Населення — 3697 осіб (2020).

## Географія
Сідней розташований за координатами 42°18′11″ пн. ш. 75°24′12″ зх. д. / 42.30306° пн. ш. 75.40333° зх. д. (42.302948, -75.403310).  За даними Бюро перепису населення США в 2010 році селище мало площу 6,19 км², з яких 6,15 км² — суходіл та 0,04 км² — водойми.

## Демографія
Згідно з переписом 2010 року, у селищі мешкало 3900 осіб у 1697 домогосподарствах у складі 1005 родин. Густота населення становила 630 осіб/км².  Було 1903 помешкання (307/км²).
Расовий склад населення:
| - 96,1 % — білих - 1,1 % — азіатів - 0,8 % — чорних або афроамериканців - 0,1 % — корінних американців |

До двох чи більше рас належало 1,4 %. Частка іспаномовних становила 2,3 % від усіх жителів.
За віковим діапазоном населення розподілялося таким чином: 23,6 % — особи молодші 18 років, 58,7 % — особи у віці 18—64 років, 17,7 % — особи у віці 65 років та старші. Медіана віку мешканця становила 41,5 року. На 100 осіб жіночої статі у селищі припадало 88,9 чоловіків;  на 100 жінок у віці від 18 років та старших — 84,7 чоловіків також старших 18 років.
Середній дохід на одне домашнє господарство  становив 45 512 долари США (медіана — 31 484), а середній дохід на одну сім'ю — 57 316 доларів (медіана — 46 029). За межею бідності перебувало 16,8 % осіб, у тому числі 33,4 % дітей у віці до 18 років та 6,6 % осіб у віці 65 років та старших.
Цивільне працевлаштоване населення становило 1594 особи. Основні галузі зайнятості: освіта, охорона здоров'я та соціальна допомога — 24,8 %, виробництво — 23,5 %, роздрібна торгівля — 15,9 %, мистецтво, розваги та відпочинок — 12,0 %.